# Albert Kandlbinder
Albert Kandlbinder (...) è un ex bobbista tedesco.

## Biografia
Viene ricordato come vincitore di una medaglia d'argento nella sua disciplina, ottenuta ai campionati mondiali del 1960 (edizione tenutasi a Cortina d'Ampezzo, Italia) insieme ai suoi connazionali Hans Rösch, Alfred Hammer e Theodore Bauer
Nell'edizione l'oro andò alla nazionale italiana.